# Joma (Unternehmen)
Joma ist ein spanischer Hersteller von Sportartikeln mit Hauptsitz in Portillo (Toledo).

## Geschichte

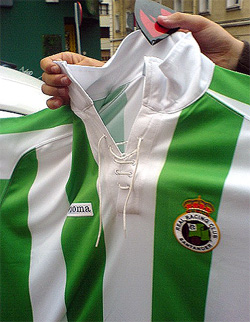
Trikot von Racing Santander

Das Unternehmen wurde 1965 von Fructuoso López gegründet, der die Produktion mit zunächst nur acht Mitarbeitern aufnahm. 1980, als sich das Unternehmen erstmals auf der Fachmesse ISPO in München präsentierte, arbeiteten bereits über 70 Beschäftigte für das Werk. Ausdruck der ständigen, bis heute anhaltenden Expansion war im Jahr 1990 die Eröffnung einer Niederlassung im hessischen Niederaula. Weitere sechs Filialen finden sich heute in den USA, Panama, Mexiko, Brasilien, Italien und China. Nach der Eröffnung der neuen Zentrale im Jahr 2000 beschäftigte das Unternehmen über 800 Mitarbeiter.
Das Unternehmen konzentrierte sich zunächst ganz auf die Produktion von Fußballschuhen. Im Laufe der Jahre wurde die Produktpalette aber kontinuierlich erweitert. Sie umfasst heute Sportartikel aller Art, Accessoires und Freizeitkleidung. Joma ist weltweiter Marktführer für Produkte, die im Hallenfußball (Spezialschuhe etc.) eingesetzt werden.

## Sponsorenaktivitäten
1988 nahm Joma mit Rafael Martín Vázquez einen Starspieler von Real Madrid unter Vertrag, ein Jahr später folgte sein Vereinskollege Emilio Butragueño. 1992 gewann der spanische Mittelstreckenläufer Fermín Cacho die olympische Goldmedaille im 1500-Meter-Lauf in Joma-Schuhen.
Joma ist Ausrüster einer wachsenden Zahl von Sportvereinen und nationalen Verbänden in Europa, Lateinamerika, Asien und Afrika in den Disziplinen Fußball, Futsal, Volleyball, Basketball, Handball und Leichtathletik. Das Unternehmen ist Sponsor der Fußballnationalmannschaften von Bulgarien, Rumänien, Honduras, Kuba, Trinidad und Tobago, Ukraine, sowie Nicaragua. Außerdem hat das Unternehmen Sponsoringverträge mit Individualsportlern im Tennis und Padel-Tennis. Joma ist Ausrüster des Fußball-Bundesligisten TSG Hoffenheim, des Basketball-Bundesligisten Ratiopharm Ulm, des Volleyball-Bundesligisten WWK Volleys Herrsching sowie der Handball-Bundesligisten TBV Lemgo und Thüringer HC. Zur Saison 2025/2026 wurde Joma neuer Ausrüster des Traditionsvereins TSV 1860 München.